# 島田 (大鰐町)
島田（しまだ）は、青森県南津軽郡大鰐町の大字。郵便番号は038-0223。

## 地理
大鰐町の南部に位置し、当地の南部は山に囲まれ、青森県道202号碇ケ関大鰐停車場線が横断し、東部は平川市に接する。北部は大鰐、東部は平川市碇ヶ関、南部は秋田県大館市長走、西部は早瀬野、西北部は虹貝に接する。

### 小字
小字として相沢・後ケ沢・大碇沢・ゾベコ沢・滝ノ沢・東虹貝山・四ツ目沢がある。

## 歴史
特別な産業は無く、交通の便は不便だったが、1963年（昭和38年）にバス路線が開通し、ようやく便利になる。

### 沿革
- 明治初年 - 戸数19、支村島田新田5。村況は、田畑は少なく農作物の生産貧しく、薪炭を主として不足を補う（国誌）。
- 1871年（明治4年） - 弘前県を経て青森県に所属。
- 1878年（明治11年） - 南津軽郡に所属。
- 1879年（明治12年） - 戸数21・人口134・馬36。物産は米・大豆。
- 1889年（明治22年） - 大鰐村の大字になる。
- 1923年（大正12年） - 大鰐町の大字になる。

## 施設

### 商業
- 青森ロイヤルゴルフクラブ

### 宿泊
- 青森ロイヤルホテル

## 小・中学校の学区
町立小・中学校に通う場合、学区は以下の通りとなる。
| 大字 | 番・番地 | 小学校             | 中学校             |
| ---- | -------- | ------------------ | ------------------ |
| 島田 | 全域     | 大鰐町立大鰐小学校 | 大鰐町立大鰐中学校 |

## 交通
- 弘南バス

島田、島田新田（大鰐 - 早瀬野・島田線）停留所。